# Prosethilla kramerella
Prosethilla kramerella là một loài ruồi trong họ Tachinidae.